# Yves Gras
Yves Gras (né le 12 novembre 1921 à Sérignac et mort le 8 janvier 2006  à Xaintrailles) est un général de l'armée française et un historien.

## Biographie
Officier issu de la promotion Charles de Foucauld de Saint-Cyr, il s'évade de France par l'Espagne lors de la Seconde Guerre mondiale. Il fait ses premières armes comme jeune lieutenant à la 1re division française libre en Italie et en France. Parachutiste des troupes de marine, professeur à l'École de guerre, il a participé aux campagnes de Madagascar, d'Indochine, d'Algérie et a fait de nombreux séjours outre-mer : Djibouti, Sénégal, Madagascar, Maroc, au Sud-Vietnam au moment de la chute de Saïgon.
Ancien chef de corps du 2e RPIMa, il est basé à Kinshasa, au Zaïre, lorsque la situation se dégrade dans la ville katangaise de Kolwezi en mai 1978. Il met alors tout en œuvre afin d'obtenir l'autorisation de faire parachuter des soldats français sur la ville. Celle-ci ayant été envahie quelques jours plus tôt par des rebelles, la vie de milliers d'Européens, Belges, Français et Italiens travaillant sur place, était jugée menacée ; il commande alors l'opération aéroportée sur Kolwezi. Le 2e REP, commandé par le colonel Erulin, est désigné pour mener l'opération. Il joue ainsi un rôle décisif dans le maintien au pouvoir de Mobutu Sese Seko, incapable de faire face aux rebelles.
Général cadre de réserve, il se consacre à des travaux d'histoire.
Le général Yves Gras est mort en 2006 à Xaintrailles, en Lot-et-Garonne.

## Publications
- La 1re D.F.L. - Les Français Libres au combat, Presses de la Cité, 1983.
- Castelnau ou l'art de commander, édition Denoël, 1990, sur le général Édouard de Castelnau.
- Histoire de la guerre d'Indochine, éditions Denoël, 1992.
- La Guerre de Vendée, éditions Economica, 1994.